# Polo aquático no Campeonato Mundial de Esportes Aquáticos de 2019
Os eventos do polo aquático no Campeonato Mundial de Esportes Aquáticos de 2019 ocorreram de 14 a 21 de julho de 2019, em Gwangju, na Coreia do Sul.

## Calendário
| Julho de 2019 | 12 sex | 13 sáb | 14 dom | 15 seg | 16 ter | 17 qua | 18 qui | 19 sex | 20 sáb | 21 dom | 22 seg | 23 ter | 24 qua | 25 qui | 26 sex | 27 sáb | 28 dom | Final por esportes |
| ------------- | ------ | ------ | ------ | ------ | ------ | ------ | ------ | ------ | ------ | ------ | ------ | ------ | ------ | ------ | ------ | ------ | ------ | ------------------ |
| Polo aquático |        |        | ●      | ●      | ●      | ●      | ●      | ●      | ●      | ●      | ●      | ●      | ●      | ●      | 1      | 1      |        | 2                  |

## Eventos
Dois eventos com atribuição de medalhas foram realizados.
Horário local (UTC+9).
| Data        | Hora  | Evento                               |
| ----------- | ----- | ------------------------------------ |
| 14 de julho | 08:30 | Rodada preliminar                    |
| 15 de julho | 08:30 | Rodada preliminar                    |
| 16 de julho | 08:30 | Rodada preliminar                    |
| 17 de julho | 08:30 | Rodada preliminar                    |
| 18 de julho | 08:30 | Rodada preliminar                    |
| 19 de julho | 08:30 | Rodada preliminar                    |
| 20 de julho | 10:30 | Play-offs/ jogos de colocação        |
| 21 de julho | 10:30 | Play-offs/ jogos de colocação        |
| 22 de julho | 08:00 | Quartas de final/ jogos de colocação |
| 23 de julho | 08:00 | Quartas de final/ jogos de colocação |
| 24 de julho | 09:30 | Semifinal/ jogos de colocação        |
| 25 de julho | 09:30 | Semifinal/ jogos de colocação        |
| 26 de julho | 14:00 | Feminino final                       |
| 27 de julho | 14:00 | Masculino final                      |

## Medalhistas
Masculino
| Ouro | Prata | Bronze |
| Itália · Matteo Aicardi · Michaël Bodegas · Marco Del Lungo · Francesco Di Fulvio · Edoardo Di Somma · Vincenzo Dolce · Gonzalo Echenique · Niccolò Figari · Pietro Figlioli · Stefano Luongo · Gianmarco Nicosia · Vincenzo Renzuto · Alessandro Velotto | Espanha · Alberto Barroso · Alejandro Bustos · Sergi Cabañas · Miguel del Toro · Francisco Fernández · Álvaro Granados · Marc Larumbe · Daniel López · Eduardo Lorrio · Blai Mallarach · Alberto Munarriz · Felipe Perrone · Roger Tahull | Croácia · Hrvoje Benić · Marko Bijač · Andro Bušlje · Loren Fatović · Xavier García · Maro Joković · Luka Lončar · Marko Macan · Ivan Marcelić · Lovre Miloš · Anđelo Šetka · Josip Vrlić · Ante Vukičević |

Feminino
| Ouro | Prata | Bronze |
| Estados Unidos · Rachel Fattal · Aria Fischer · Makenzie Fischer · Kaleigh Gilchrist · Stephania Haralabidis · Paige Hauschild · Ashleigh Johnson · Amanda Longan · Madeline Musselman · Kiley Neushul · Melissa Seidemann · Maggie Steffens · Alys Williams | Espanha · Marta Bach · Paula Crespí · Anni Espar · Clara Espar · Laura Ester · Judith Forca · Maica García Godoy · Irene González · Paula Leitón · Beatriz Ortiz · María del Pilar Peña · Elena Sánchez · Roser Tarragó | Austrália · Zoe Arancini · Elle Armit · Isobel Bishop · Hannah Buckling · Keesja Gofers · Bronte Halligan · Bronwen Knox · Lena Mihailović · Gabriella Palm · Amy Ridge · Madeleine Steere · Rowena Webster · Lea Yanitsas |

## Quadro de medalhas
| Ordem | País           | Medalha de ouro | Medalha de prata | Medalha de bronze | Total |
| ----- | -------------- | --------------- | ---------------- | ----------------- | ----- |
| 1     | Itália         | 1               | 0                | 0                 | 1     |
| 1     | Estados Unidos | 1               | 0                | 0                 | 1     |
| 3     | Espanha        | 0               | 2                | 0                 | 2     |
| 4     | Austrália      | 0               | 0                | 1                 | 1     |
| 4     | Croácia        | 0               | 0                | 1                 | 1     |
| Total | Total          | 2               | 2                | 2                 | 6     |